# Scott McAllister
Scott McAllister (Vero Beach, 1969) is een Amerikaans componist, muziekpedagoog en klarinettist.

## Levensloop
McAllister kreeg zijn eerste klarinetles op de High School van Judy Buss. Hij werkte in een zomerorkest als klarinettist mee, het Chautauqua Youth Orchestra onder leiding van Roger Hiller. Hiller, een voormalig klarinettist in het Metropolitan Opera Orchestra, gaf McAllister verdere klarinetles. McAllister speelde eveneens mee tijdens het "Florida Bandmasters Association All-State festival" onder leiding van Larry Rachleff en Jerry Junkin. Tijdens de jaarlijkse deelname aan de "Florida state solo and ensemble competition" kwam hij in contact met het jurylid Dr. Frank Kowalsky, toen professor voor klarinet aan de Florida State University. In deze periode begon hij ook met het componeren van eenvoudige stukjes (klarinetkwarteten, koorwerken). Zijn eerste geregelde compositieles kreeg hij in de laatste klas op de High School van Howard Buss.
Vanaf 1987 studeerde hij aan de Florida State University in Tallahassee bij Frank Kowalsky (klarinet) en bij John Boda, Ladislav Kubik en Edward Applebaum (compositie). Hij werkte aan deze universiteit eveneens met James Croft, dirigent van het harmonieorkest aldaar, die McAllister het mogelijk maakte de orkestrepetities bij te wonen en eigen werk te dirigeren. In 1991 behaalde hij zijn Bachelor of Music als uitvoerend klarinettist en in compositie. Vanaf 1991 studeerde hij aan de "Shepherd School of Music" van de Rice Universiteit in Houston bij onder anderen Paul Cooper en Ellsworth Milburn (compositie). Als klarinettist speelde hij in het Houston Symphony Orchestra, tot hij in 1994 - in gevolg van een zwaar auto-ongeluk - een zenuwenverlamming in de rechterhand kreeg, en sindsdien niet meer zijn werk als professionele klarinettist kon uitoefenen. Hij behaalde zijn Master of Music in compositie. Zijn studies voltooide hij aan dezelfde universiteit en promoveerde tot Ph.D. (Philosophiæ Doctor) in 1996.  
Hij was enige tijd huiscomponist aan het Florida Southern College in Lakeland. Vanaf 2000 behoorde hij als docent voor compositie tot de muziekfaculteit aan de Baylor Universiteit in Waco.
Als componist schrijft hij werken voor verschillende genres (werken voor orkest, harmonieorkest, vocale muziek en kamermuziek). Zijn Screaming Azaleas won in 1996 de First Ladislav Kubik International Prize in Composition en in 2000 won hij de Fresh Ink Florida Composers' Competition.

## Composities

### Werken voor orkest
- 2000 Aquillae (Eagles)
- 2001 American Pie
  1. Boom
  2. Dancing With Serpents
  3. Rave
  4. So Real Surreal
  5. Road Rage
- 2012 Krump
- In Silent Thunder, voor strijkorkest
- Ketchak, voor orkest
- Music from the Redneck Songbook, voor mandoline, banjo, gehamerd dulcimer, ijzeren gitaar en orkest
  1. Red Birds
  2. Dancing With Serpents
  3. Wilt
  4. Forever Amber
- Serenade, voor strijkorkest
- Tarkus, concert voor trombone en orkest
- X-Concert, versie voor klarinet en orkest

### Werken voor harmonieorkest
- 1996 X-Concert, versie voor klarinet en harmonieorkest
- 2001 Black Dog, voor klarinet en harmonieorkest[1]
- 2006 DivertiMetal
- 2008 Krump[2][3]
- 2008 Zing, fanfare-ouverture
- 2009 Freebirds, dubbelconcert voor twee klarinetten en harmonieorkest[4]
- 2010 Love Songs
- Music from the Redneck Songbook II, voor harmonieorkest
  1. Full Pull
  2. To the Pines
  3. Wilt
  4. Cage Match
- Popcopy
  1. More Cowbell
  2. One Time at Band Camp
  3. Serenity Now
- X²-Concert, voor saxofoonkwartet en harmonieorkest
- Xanadu[5]

### Vocale muziek

#### Liederen
- 1996 Screaming Azaleas, voor sopraan, dwarsfluit, klarinet, viool, cello, harp, slagwerk en piano
- Oncle Sams Songbook, voor mezzosopraan, klarinet en piano

### Kamermuziek
- 2001 Duo Concertante, voor klarinet en slagwerk
- 2001 Tema con variazioni, voor klarinet en piano
- 2002 With Growing Wind and Tide, voor blaaskwintet
- 2006 Bling Bling, voor klarinet en piano
- 2012 EPIC Concert, voor klarinet en piano[6]
- Cannonball Concerto, voor altsaxofoon, slagwerk en piana
- Devil Sticks, voor esklarinet, 3 besklarinetten, en basklarinet
- Funk, voor klarinet, viool en piano
- Nine Bagatelles, voor klarinet, cello en piano
- Octaphonica, voor 2 piccolotrompetten, 2 trompetten in C, 2 kornetten, 2 bugels
- Pistol Packin' Mamma, voor altsaxofoon, viool en piano
- Silverings, voor koperkwintet
- X³, voor klarinet, viool en piano